# 玄武玻璃

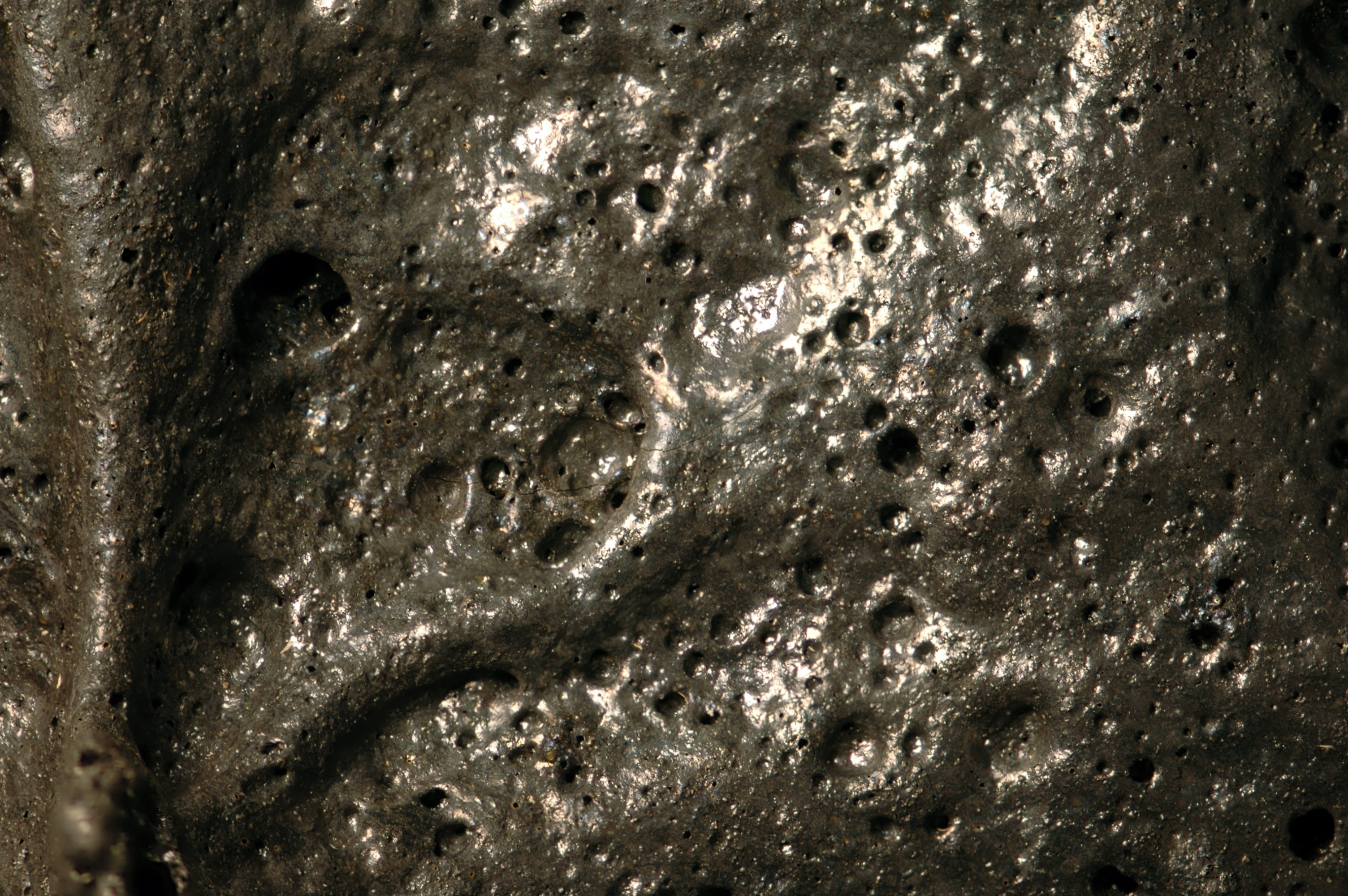
玄武玻璃

玄武玻璃（英語：Tachylite）是一種玄武質火山玻璃。是經由快速冷卻玄武岩熔融形成的。它是一種鎂鐵質火成岩，可被酸分解，易熔。顏色為黑色或深棕色，具有油膩的樹脂光澤。它非常脆，在岩墻、岩脈和侵入火山岩石中常見。這個詞起源於古希臘語，意思是“迅速” 。
玄武玻璃具有瀝青的外觀，有時呈水泡狀，或球狀。它們非常脆，很容易被錘子敲碎。用肉眼可看到其中長石或橄欖石的小晶體。所有的玄武玻璃都容易被風化，所含鐵氧化變成深棕色或紅色。玄武玻璃具有三種產狀，火山渣，岩漿流和岩墻及岩脈產狀
都是在快速冷卻的條件下形成的，但它們比酸性火山玻璃（或黑曜石）少得多，原因是基性岩漿更具液體性，分子有更大的自由度來排列形成晶體。